# Ladislav Žáček
Ladislav Žáček (7. ledna 1932 – 2013[zdroj⁠?!]) byl český a československý politik, po sametové revoluci poslanec Sněmovny lidu Federálního shromáždění za HSD-SMS.

## Biografie
Ve volbách roku 1990 byl zvolen za HSD-SMS do Sněmovny lidu (volební obvod Severomoravský kraj). Hnutí HSD-SMS na jaře 1991 prošlo rozkolem, po němž se poslanecký klub rozpadl na dvě samostatné skupiny. Žáček pak v květnu 1991 přestoupil do klubu Hnutí za samosprávnou demokracii - Společnost pro Moravu a Slezsko 2. Ve Federálním shromáždění setrval do voleb roku 1992.